# Rei do Rio
Rei do Rio foi um título simbólico disputado pelos quatro mais badalados jogadores de futebol durante o Campeonato Carioca de 1995. O "título" foi criado pela imprensa carioca, que na época servia para fomentar a rivalidade entre as equipes.

## Aspirantes ao título
- Renato Gaúcho, do Fluminense.
- Romário, do Flamengo.
- Túlio Maravilha, do Botafogo.
- Valdir Bigode, do Vasco.

## O vencedor
O vencedor foi Renato Gaúcho, que marcou menos gols que Romário e Túlio Maravilha, mas foi "coroado" o "Rei do Rio" ao fazer o lendário gol de barriga que deu o título ao Fluminense e o fez ser coroado campeão carioca daquele ano.